# Ɩ̃᷆
Cette page contient des caractères spéciaux ou non latins. S’ils s’affichent mal (▯, ?, etc.), consultez la page d’aide Unicode.
Ɩ̃᷆ (minuscule : ɩ̃᷆), appelé iota tilde macron-grave, est un graphème utilisé dans l’écriture du tafi.
Il s’agit de la lettre iota diacritée d'un tilde et d’un macron-grave.

## Utilisation
En tafi, le iota tilde macron-grave est utilisé pour représenter une voyelle nasalisée avec un ton descendant moyen-bas, par exemple avec le verbe shɩ̃̄ « partir » comme dans la phrase Kibredzyifā Ákú áshɩ̃᷆? « Quand Aku est-il parti ? ».

## Représentations informatiques
Le iota tilde macron-grave peut être représenté avec les caractères Unicode suivants (latin étendu B, Alphabet phonétique international, diacritiques) :
| formes    | représentations | chaînes de caractères | points de code       | descriptions                                                            |
| --------- | --------------- | --------------------- | -------------------- | ----------------------------------------------------------------------- |
| capitale  | Ɩ̃᷆               | Ɩ◌̃ ◌᷆                  | U+0196 U+0303 U+1DC6 | lettre majuscule latine iota diacritique tilde diacritique macron-grave |
| minuscule | ɩ̃᷆               | ɩ◌̃ ◌᷆                  | U+0269 U+0303 U+1DC6 | lettre minuscule latine iota diacritique tilde diacritique macron-grave |